# 菊池麻衣子
菊池 麻衣子（きくち まいこ、1974年〈昭和49年〉7月19日 - ）は、日本の女優、タレントである。
東京都板橋区出身。
2024年9月末をもってパーフィットプロダクションを退所し、フリーに転じて芸能活動を一時休止。

## 略歴
慶應義塾中等部、慶應義塾女子高等学校を経て、慶應義塾大学商学部卒業。
高校在学中、映画のオーディションがきっかけで芸能界入り。なお、両親は「映画一本だけ」と芸能活動に反対していた。
1993年、慶應義塾大学入学と同時に『平成教育委員会』のレギュラーとなり、信用金庫のCMにも出演。
1996年、NHK連続テレビ小説『ふたりっ子』で双子のヒロインの1人・野田麗子を演じた（少女時代は当時子役の三倉茉奈）。
1997年、NHK『土曜スタジオパーク』の前身番組である『土曜プラザ』の司会を1年間担当。また1998年には、同番組に出演していた酒井政利のプロデュースで、マーキュリー・レコードより『笑顔』で歌手デビューした。
2007年8月4日に一般男性と結婚。その2か月後の10月23日に妊娠を公表、翌2008年3月19日に女児を出産したものの2010年12月に離婚、シングルマザーとなった。
2024年9月30日をもって、大学卒業以来所属していた事務所パーフィットプロダクションを退所し、フリーに転じて芸能活動を一時休止することを、自身のアメーバブログで発表した。

## 人物
- 趣味はゴルフで大学時代には同好会に入っていた。
- 好きな食べ物はブロッコリー、蕎麦が好きで年末には自分で蕎麦を打っている[5]。
- 嫌いな食べ物は南瓜。
- 音楽：TM NETWORKのファンである。
- 資格：愛玩動物飼養管理士1級、訪問介護員養成研修2級課程修了[3]。

### エピソード
- 小学生時代は男子と遊ぶことが多く、サッカー、昆虫採集、木登り、プラモデル、プロレスなどが好きだった。
- 中学入学以来、同級生だったテレビ東京アナウンサーの末武里佳子と親友である。
- 中学時代は弓術部に所属。高校時代は軽音楽部でバンドを組み、ボーカルを担当していた。
- 『ふたりっ子』の3年前に出演した映画『She's Rain』で、菊池の少女時代を三倉茉奈が演じている。

## 出演

### テレビドラマ
NHK
- 連続テレビ小説
  - ふたりっ子（1996年 - 1997年） - 主演・野田（黒岩）麗子 役
  - 芋たこなんきん（2006年 - 2007年） - 黒沢絹子 役
- 上杉鷹山-二百年前の行政改革-（1998年） - みすず
- 活動寫眞の女（1999年） - 結城早苗 役
- 大河ドラマ
  - 葵 徳川三代（2000年） - お六 (養儼院) 役
  - 武蔵 MUSASHI（2003年） - お吟(武蔵の姉) 役
- 正月ドラマ「夢駆ける大地〜私、牛を飼います〜」(2001年) - 辰川雅代 役
- 金曜時代劇「はんなり菊太郎2　京・公事宿事件帳」第２回「神隠し」(2004) -お琴 役
- 介護エトワール（2006年） - 馬場幸子 役
- 陽炎の辻〜居眠り磐音 江戸双紙〜（2007年） - 河出舞 役

日本テレビ
- 火曜サスペンス劇場
  - 「事件記者1・2」（1999年） - 薫 役
  - 「弁護士・朝日岳之助」（1999年） - 佐伯美咲  役
  - 「臨床心理士1」（2000年） - 桂木悦子 役
  - 「警視庁鑑識班11」（2001年） - 池内美咲 役
  - 「軽井沢ミステリー」（2001年 - 2005年） - 森崎木の葉 役
- 心療内科医・涼子（1997年） - 沢田美樹 役
- 大地の産声が聞こえる−15才いちご薄書−（2000年2月8日） - 岡村玲子 役
- ドラマ「別れさせ屋」第4話 (2001年1月) - 山口 加南子 役
- 乱歩R（2004年） - 江里夏 役
- 愛の流刑地（2007年） - 保健の先生 役

TBS
- オトナの男（1997年7月 - 9月） - 古金日向子 役
- ランデヴー（1998年7月 - 9月） - 杉浦さとみ 役
- 遠藤周作没後スペシャルドラマ「夫の宿題」(1999年12月)- 遠藤慶子 役
- ディア・ゴースト （2000年8月 - 9月) - 三枝胡桃、来宮白菊 役
- ホワイトデースペシャルドラマ「あなたに逢えてよかった」(2000年3月)- 椎名美咲 役
- 女たちのサスペンス特別企画「女の金融道シリーズ　あなたの借金請け負います！ヤミ金OL殺人事件簿 」(2003) -藤沢 圭織 役
- がきんちょ〜リターン・キッズ〜（2006年7月 - 9月） - 辻麻由香 役
- 浅草ふくまる旅館（2007年） - 谷村香織 役
- 水戸黄門（2007年） - 藤の方 役
- 走馬灯株式会社（2012年） - 杉浦由実 役
- 宮部みゆきミステリー パーフェクト・ブルー（2012年） - 諸岡久子  役
- 月曜ドラマスペシャル
  - 「十津川警部シリーズ」（1998年）「尾道・倉敷殺人ルート」 - 小川麻美 役
- 月曜ミステリー劇場
  - 「やとわれ女将 菊千代の事件簿1」（2004年） - 四条夏生 役
- 月曜ゴールデン
  - 「刑事シュート しゅうと&ムコの事件日誌」（2011年） - 唐沢好美 役
  - 「北海道警察 巡査の休日」（2011年） - 佐藤和枝 役
  - 「警視庁南平班〜七人の刑事〜5」（2012年7月2日） - 水川静江 役
  - 「ヤメ刑探偵 加賀美塔子2」（2012年） - 和田文 役
  - 「産科医和泉凜 『生と死のカルテ』」（2014年） - 城戸恵理子

フジテレビ
- 金曜エンタテイメント
  - 「着物デザイナー 黛涼子の推理紀行」（2001年） - 佐竹可奈 役
  - 「京都祇園入り婿刑事事件簿」（2002年） - 御厨薫 役
  - 「浅草骨董屋・江戸っ娘迷探偵の列島怪談事件 遠野伝説　呪われた日本人形殺人事件」（2002年） - 亜子 役
  - 「浅見光彦シリーズ」16・日蓮伝説殺人事件（2003年5月16日） - 伊藤木綿子 役
  - 「津軽海峡ミステリー航路シリーズ」（2004年 - ） - 青柳千明 役
  - 「外科医鳩村周五郎 闇のカルテ」(2006) - 植村香織 役
- お金がない!（1994年7月 - 9月） - 安斉さゆり 役
- 世にも奇妙な物語 「無実の男」（1997年10月6日）
- ドンウォリー!（1998年4月 - 6月） - 菱沼るり 役
- 新・お水の花道（2001年） - 三島 貴美子 役
- 整形美人。（2002年） - 向井 エリ 役
- WATER BOYS（2003年） - 小野川静香 役
- ほんとにあった怖い話 「注文の多い幽霊」（2004年） - 宇佐見裕子 役
- 金曜プレステージ
  - 「法の庭」（2007年8月17日） - 田所貴代美 役
  - 「山村美紗サスペンス 女検視官・江夏冬子」（2012年 - ） - 丘美知子 役

テレビ朝日
- はみだし刑事情熱系（2000年）
- ウエディング・タイランド(2001年) - 前田博美 役
- ナイトドラマ「ココだけの話」(2001年3月)
- 子連れ狼(2002年10月)
- 霊感バスガイド事件簿（2004年） - 島田ひろみ 役
- 銭形平次第8話 「処刑寸前！走れ平次 夫殺しの罠」（2004年） - -おみね役
- 科捜研の女シリーズ
  - 第5シリーズ（2004年） - 村岡葉子 役
  - 第12シリーズ（2013年） - 葛西美里 役
- 特命係長 只野仁 「狙われたセレブな女たち」（2005年） - 小松梨香 役
- 京都地検の女第2シリーズ第1話（2005年1月13日） - 三上伸子 役
- 八丁堀の七人第7シリーズ第4話（2006年2月6日） - お小夜 役
- 7人の女弁護士（2006年）
- 相棒
  - 相棒Season5 第12話（2007年） - 堀川美紀 役
  - 相棒season21#1・#2 初回拡大SP 『ペルソナ・ノン・グラータ〜殺人招待状』（2022年） - 尾栗江威子 役
- 女刑事みずき 〜京都洛西署物語〜 2nd Season（2007年） - 滝川文子 役
- 新・警視庁捜査一課9係 season2（2010年） - 浅井理子 役
- 遺留捜査（2015年） - 佐伯理恵 役
- 警視庁・捜査一課長
  - Season3 第8話（2018年）  - 月村理絵 役
  - 警視庁・捜査一課長2020（2020年） - 福光弘美 役
- 土曜ワイド劇場
  - 「ダイエット三姉妹の旅情事件簿」（1997年） - 柚木 真矢 役
  - 「車椅子の弁護士・水島威」（2001年） - 徳丸光子 役
  - 「温泉 (秘) 大作戦10」（2011年） - 藍本静江 役
  - 「100の資格を持つ女〜ふたりのバツイチ殺人捜査〜12」（2017年） - 小柳遼子 役
- 日曜ワイド
  - 「家裁調査官・山ノ坊晃2」（2017年） - 岡林奈々子 役
  - 「狩矢父娘シリーズ19」（2017年） - 橘優子 役
  - 「深層捜査2」（2017年） - 池内伸枝 役

テレビ東京
- 女と愛とミステリー
  - 「ご存知『開運!なんでも鑑定団』殺人事件」(2001) - 近藤塔子
  - 「事件記者 浦上伸介2」（2002年） - 山崎希代美 役
  - 「小早川警視正シリーズ」（2002 - 2003年） - 夏木梨香
- 忠臣蔵〜決断の時（2003年） - お艶 役
- 市原悦子ドラマスペシャル「黄落、その後」(2005年)
- ザ・ミステリー『人情刑事・宮本清四郎　死を招く山百合』（2005） - 中谷明子役
- 記憶捜査〜新宿東署事件ファイル〜（2019年） - 小河原彩 役
- 水曜ミステリー9
  - 「信濃のコロンボ10」 (2006年)  - 清水菊栄 役
  - 旅行作家・茶屋次郎(6) 伊豆狩野川殺人事件 （2006年） - 高柳奈津子 役
  - 信濃コロンボ16（2008年） - 清水菊栄 役
  - 多摩南署たたき上げ刑事・近松丙吉(10) 橋を渡る死者 （2012年） - 坪内昇子 役
  - 不倫調査員・片山由美(12) 黒の環状線 （2012年） - 田中千沙子 役
  - 嘘の証明 犯罪心理分析官・梶原圭子(2)人間の表情や仕草から嘘を見破るプロ!（2013年） - 富永弥生 役
  - 旅行作家・茶屋次郎(11) 日光鬼怒川殺人事件 （2013年） - 高柳奈津子 役
  - ドクターハート 薮田公介の事件カルテ(2)（2016年） - 乾万紀子 役
  - ハコビヤ 最終話（2024年） - 昌子 役[6]

### 映画
- 薄れゆく記憶のなかで（1992年） - 琴澄香織 役
- She's Rain（1993年） - ユウコ 役
- さわやかに風吹く町（1994年）
- RAMPO（1994年） - 映画女優 役
- 忠臣蔵外伝 四谷怪談（1994年） - お可留 役
- リストラ代紋（1996年） - 竹内亮子役
- エルマーの冒険（1997年） - エルマーの母 役
- 裁判員〜選ばれ、そして見えてきたもの（2007年） - 岡崎久美子 役
- 夏ノ日、君ノ声（2015年） - 高代喜代美 役
- バースデイ（2022年）
- 翔んで埼玉〜琵琶湖より愛を込めて〜(2023年) - 与野の妻 役

### 舞台
- 8人で探すリア王（シェークスピア作）(1999年)- 主人公の姉 役
- 女の居場所(2001年)
- ハロー、グッバイ(2004年)
- お父さんの恋（2005年） - 美樹 役
- WEL-COME to パラダイス（2006年）
- ローズのジレンマ（2008年） - アイリーン・モス 役
- 女の居場所（2008年）
- 母に捧げるバラード（2009年）
- いい日、僕なり（2012年）

### その他のテレビ番組
- 土曜プラザ（1997年4月 - 1998年3月）
- ハイビジョンスペシャル 煙はるかに 世界SL紀行「魔女の森ドイツ・ハルツ地方」 2001,2022,2023年
- L4 YOU!（2013年4月 - 2017年3月）月1出演
- よじごじDays（2017年8月 - ）
- クイズ!脳ベルSHOW（BSフジ、2022年3月30日 - 4月1日）
- 生中継 ふるさと一番!
- 平成教育委員会
- 音楽ニュース・HO
- おもいッきりDON! 木曜レギュラー
- 青森100年冬紀行
- いい旅・夢気分

## DVD&Blu-ray
- テレビ朝日ドラマ「相棒 season 21」第１話ゲスト(2022.10.12放送)・第２話ゲスト (2022.10.19放送)

```
 発売日:2023年10月18日(水)
```

## CD
- 笑顔（1998年7月29日、マーキュリー・レコード）
  - 作詞：康珍化 ／作曲：筒美京平 ／編曲：十川知司
  - （c/w） 元気なの！？
    - 作詞：阿久悠 ／作曲：筒美京平 ／編曲：十川知司

## CM
- 全国信用金庫組合

## 写真集
- naturellement（1997年6月20日、集英社、撮影：立木義浩） ISBN 978-4-08-780249-8